# ولایت غور
استان غور در مرکز افغانستان است و با استان های بامیان، دایکندی، جوزجان، فاریاب، بادغیس، هرات، فراه و هلمند مرز مشترک دارد. مرکز این استان شهر فیروزکوه است. غور هفتمین استان پهناور و سیزدهمین استان پرجمعیت افغانستان است. پهناوری آن ۳۶٫۶۵۷ کیلومتر مربع و جمعیت آن ۸۰۹٫۲۴۵ نفر است. شهرستان لعل و سرجنگل پرنفوس‌ترین شهرستان این استان است. میانگین ارتفاع آن ۲۲۳۰ متر و بلندترین نقطه آن سبزکوه با ۴۱۵۲ متر بلندی است. غور از استان های تاریخی و کوهستانی افغانستان است اما دره‌های حاصلخیز داشته که توسط مرغاب، هریرود و فراه رود آبیاری می‌شود. این استان به مرکزیت شهر فیروز کوه نزدیک به ۵۰۰ سال پایتخت سلاطین  غوری بود. 
غور که در چار چوب اداری استان هرات قرار داشت، در سال ۱۳۴۲ به عنوان استان جداگانه تشکیل و شهر چغچران به عنوان مرکز آن تعیین گردید و نظر به پیشنهاد فرهنگیان و جوانان غور و با همکاری ریاست اطلاعات و فرهنگ این استان به تاریخ ۱/۲/۱۳۹۳ خورشیدی جلسه شورای وزیران افغانستان تحت ریاست حامد کرزی رئیس‌جمهوری اسلامی افغانستان تغییر نام مرکز استان غور را از چغچران به فیروزکوه با در نظر داشت پیشینهٔ تاریخی شهر فیروزکوه که در سال‌های ۵۴۰–۵۴۴ ه‍.ق توسط پادشاهان غوری ساخته شده و حدود صد سال مرکز حکمروایی دودمان غوریان بوده‌است، تصویب نمودند.

## پیشینه
باشندگان غور در دوران فرمانروایی غوریان کاملاً مسلمان بودند. پیش از سده ۱۲ میلادی، این منطقه محل زندگی بوداییان، زرتشتیان و تعداد کمی از یهودیان بود. بقایای قدیمی‌ترین شهرک‌های کشف شده توسط باستان شناسان لیتوانیایی بین سال ۲۰۰۷ و ۲۰۰۸ در غور شواهد زندگی و تمدن را در ۵۰۰۰ سال قبل از میلاد نشان می‌دهد. ویرانه‌های چند دژ و سایر استحکامات پدافندی نیز در حومه فیروزکوه کشف شد. صومعه‌های بودایی که در کنار رودخانه هریرود به صورت دستی تراشیده شده‌است، نشان دهنده آنست که در سده های اول و در دوران بودیسم ساخته شده‌اند. این غارهای مصنوعی شهادت زندگی روزمره راهبان بودایی را در منطقه غور نشان می‌دهد.

### صدر اسلام
مسلمانان پس از شکست امپراتوری های بیزانس در غرب و ساسانیان در شرق، بسوی خراسان و سیستان پیشروی کردند. اعراب در هیچ جنگی شکست نخوردند تا این که به زابلستان، کابلستان و غور رسیدند. آنها به رهبری عبدالرحمن بن سمره، از راه زمین‌داور به قصد فتح غور شتافتند. اما برای اولین بار از شاهان غور شکست خوردند و تا زمان غزنویان استقلال شانرا حفظ کردند.

### صفاریان
یعقوب لیث بعد از شکست رتبیل‌شاه زابلستان نیز به غور حمله کرد اما شکست خورد و هرگز موفق نشد.

### غزنویان

#### سلطان محمود غزنوی
در زمان سلطان محمد غزنوی، تنها بخشی از غور تحت سلطه او درآمد اما هرگز موفق نشد پایتخت غوریان، فیروزکوه را فتح کند. این فتح تا زمان سلطان مسعود غزنوی محقق نگشت.
روی کار آمدن غوریان در غور، منطقه ای منزوی و کوچک واقع در وسعت کوه‌های بین امپراتوری غزنویان و سلجوقیان، تحولی غیرمعمول و غیرمنتظره بود. این منطقه چنان دور از دسترس بود که تا قرن یازدهم به عنوان منطقه بت پرستان توسط فرمانروایان مسلمان محاصره می‌شد. در اوایل قرن ۱۲ پس از آنکه سلطان محمود غزنوی آن را فتح کرد، به غرض ترویج اسلام وی معلمانی را به تعلیم غوریان تحت دستورات اسلام بدانجا فرستاد. حتی در این زمان نیز اعتقاد بر این است که بت‌پرستی، یعنی انواع دین‌های بودایی مانند ماهایانا تا پایان قرن یازدهم در این منطقه ادامه داشت.
دانشمندان و مورخان مختلفی مانند جان مک لئود، مسلمان شدن غوریان را به دست سلطان محمود غزنوی می‌دانند که پس از فتح غور دین مبین اسلام را در آنجا اشاعه داد: 
مردمانی از مرکز افغانستان که توسط سلطان محمود غزنوی به اسلام گرویده بودند.
مورخان سنتی مسلمان مانند اصطخری و ابن حوقل نیز وجود مردمان غیر اسلامی غور را قبل از زمان سلطان محمود غزنوی گواهی می‌دهند که توسط وی مسلمان شده بودند.
غور:بنام غورستان نیز یاد می‌شود و کشور کوهستانی بین هرات و غزنی است. به گفته اصطخری و ابن حوقل این کشور کوهستانی ناهموار و صعب البور بوده که بین مناطق هرات، فراه، زمین‌داور، رباط، کروان و غرجستان الی هرات که همگی کشورهای مسلمان بودند محدود شده بود. غور خود کشوری از کفار بود که فقط چند مسلمان در آن وجود داشت و ساکنان آن به زبانی متفاوت از زبان خراسان صحبت می‌کردند.
در بین سالهای ۱۰۱۱، ۱۰۱۵ و ۱۰۲۰، هر دو محمود و مسعود یکم لشکرکشی‌های را به غور انجام دادند و اسلام را به جای بت‌پرستی بومی بنیان نهادند. پس از این، غور به عنوان یک دولت دست نشانده از امپراتوری غزنوی در نظر گرفته می‌شد. در زمان عبدالرشید و طغرل غاصب، غور و غرجستان خودمختاری شان را به دست آوردند.

#### سلطان مسعود غزنوی
سلطان مسعود غزنوی در سال ۴۱۱ به عزم فتح غور، با ۳ هزار سوار و پیاده و ۵ فیل از هرات سوی غور حرکت کرد. پس از گذشتن از باشان، خیسار و بریان به پار (اوبه) رسید. بعد از دو روز اقامت در آنجا، سوی چشت شریف حرکت کرد و سپاه را به ابوالحسن و شیروان فرماندهان خود سپرد. خود با ۶۰ پیاده و ۲۰۰ سوار عازم قلعه برتر شده و غوریان را برای اولین بار شکست داده و غنایمی بسیار بدست آورد. با این خبر، مردم قلعه رزان تسلیم شده و خراج را پذیرفتند. سپس سلطان قصد فتح پایتخت غور، جوروَس‌ را کرد که تا آن زمان محقق نشده بود. بیهقی می‌گوید:
نزدیک نماز ظهر آنجا رسیدند، حصاری یافتند سخت حصین چنانکه گفتند در همه غور محکم تر از آن حصاری نیست، و کس یاد ندارد که آن را به قهر بگشاده‌اند.— تاریخ بیهقی
سلطان مسعود دستور داد زیر برج‌ها تونل بزنند و برج‌ها را با منجنیق بکوبند. با افتادن هر برج جنگ سختی در می‌گرفت و تا هفت روز جنگ  سختی ادامه داشت.
وقت نماز پیشن دیوار بزرگ از سنگ منجنیق بیفتاد و حصار رخنه شد. غوریان آنجا بجوشیدند و لشکر از چهارسو روی به رخنه آورد و نیک جد کردند هردو جانب که از آن هول تر نباشد. بسیاری از مسلمانان شهید شدند و بسیاری از غوریان بکشتند و آخر هزیمت شدند و بسیاری زینهار خواستند و برده و غنیمت را حد و اندازه نبود. سلطان فرمود آن حصار را با زمین پست کردند تا بیش هیچ مفسدی آنجا بادی نسازد.— تاریخ بیهقی
پس از آن سلطان به جنگ حصار تور رفت و آنرا بعد از هفت روز بگشود. با خبر سقوط حصار تور و جوروَس، تمام غوریان مطیع سلطان شدند. پادشاه شان درمیش‌بد با هدایای بسیار در مروه نزد سلطان آمد و سلطان او را بخشیده، خود به هرات بازگشت.

#### غوریان
غور در سده ۱۲ و ۱۳ پایتخت سلسله غوریان بود. بقایای پایتخت آنها فیروزکوه، که در سال ۱۲۲۲ توسط مغولان از بین رفته و تخریب شد، شامل منار جام که یکی از میراث جهانی یونسکو است می‌باشد.
غور مرکز فرمانروایی غوری‌ها و از زیبایی‌های آن زمان بوده‌است.

## ترابری
در سرتاسر این استان تنها دو فرودگاه وجود دارد، فرودگاه فیروز کوه و فرودگاه شهرستان لعل و سرجنگل
از سپتامبر ۲۰۱۴ بدینسو، فرودگاه فیروزکوه واقع در مرکز استان غور، پروازهای منظمی را به کابل و هرات انجام می‌دهد. استان غور در مقایسه با سایر استان ها تعداد قابل توجهی راننده زن دارد. از سال ۲۰۱۳ نیز جاده‌های این استان تا حد زیادی توسعه یافته، آسفالت شده و اغلب بالای رودخانه‌های آن پل ساخته شده‌است.

## اقتصاد
کشاورزی و دامداری عمده‌ترین فعالیت‌های اقتصادی در غور است. در غور معادن سرب، سیماب، نمک و همچنین آهن، زاک، زمج و طلا وجود دارد. تعداد گوسفندان حدود سه میلیون رأس برآورد می‌شود و فرآوردهٔ گندم بیشتر از ۶۰ درصد نیازهای مردم را رفع نمی‌نماید.
طبق اعلام سازمان ملل، بسیاری از جوانان مجبور به ترک استان برای یافتن کار در هرات یا ایران شدند و درصد کمی از مردم معلمان، مقامات دولتی، قالیبافان، نجاران و خیاطان بودند. بیش از نیمی از مردم با سطح درآمد خود نمی‌توانستند نیازهای اساسی خود را تأمین کنند.
در پی عزیمت طالبان، به دلیل تلاش افراد محلی برای افزایش درآمد خود شروع به تولید محصول پردرآمد تریاک نمودند که از نظر اقتصادی برایشان سود سرشار داشت.
زنان غور در دوختن لباس‌های محلی مانند پیراهن، چپن، چادر و کلاه زنانه و مردانه مهارت خاصی دارد. علاوه بر این قالیچه‌هایی که در شهرستان تولک بافته می‌شود به دلیل اینکه تصاویر سلاطین غور و منار جام بر روی آن نقش بسته‌است، شهرت جهانی پیدا کرده‌اند.
وقتی تیمور از بیرجند به سوی جنوب براه افتاد در یک منزلی بیرجند بود که ارتباط جلوداران قشون وی با او قطع شد. او خود می‌گوید که می‌دانستم اتفاقی برای طلایه من افتاده که نتوانستند گزارش دهند، به همین سبب گروهی را مأمور کشف واقعه نمودم و آنها گزارش دادند تمام سربازان طلایه به قتل رسیدند و هر چه داشتند به یغما رفته‌است. طلایه من بهترین سربازان تعلیم دیده بودند و قتل تمامی شان، خبر از دشمن خطرناک را می‌داد؛ دستور دادم اردو بزنند.
تیمور امر کرد حاکم بیرجند را نزد او بیاورند و وی از او دربارهٔ قاتلان سربازان‌اش پرسید. حاکم بیرجند در پاسخ گفت کسی جرئت حمله به سربازان تو در این حدود را ندارد و احتمالاً خارجی می‌باشند، اجازه بده به قتلگاه روم تا بگویم قاتلان کیستند. پس از مراجعت حاکم بیرجند به تیمور گفت سربازان تو را پادشاه کشور غور به قتل رسانیده . تیمور می‌گوید: پرسیدم غور کجاست، گفت مملکت وسیع بین هرات و کابل است.
از وی پرسیدم احتمالاً آنها از یک راه نزدیک به اینجا آمده‌اند و اگر من بخواهم به هرات و سپس غور بروم راهم طولانی خواهد شد، راه نزدیکتر کدام است؟ حاکم بیرجند گفت تو می‌توانی از اینجا به اسکندر (قندهار) و سپس به غور بروی. اما از این سفر صرف‌نظر کن چون غوریان مردان متهور و بی‌باک هستند و با تلوار می‌جنگند و کرسی شان شهر فیروزکوه است و اگر تو ده سال تمام آنرا محاصره نمایی قادر به تصرف آن نخواهی شد.
پرسیدم غوریان چگونه مردمی هستند؟ پاسخ داد: آنها در وقت جنگ تا آخرین نفر از سربازان حریف را به قتل می‌رسانند، همان‌طور که جلوداران قشون تورا تا آخرین نفر به قتل رسانیدند. آنها بلند قامت و قدرتمند هستند و پدران شان در گذشته حتی بر هندوستان دست می‌انداختند.
من به قتلگاه رفتم و دیدم ۲۵۰ سرباز طلایه من طوری به قتل رسیده‌اند که نشان می‌داد غافلگیر شده‌اند و این موضوع حایز اهمیت است چون طلایه را به جلو می‌فرستند تا دشمن را شناسایی کند و خود غافلگیر نشود و اگر طلایه من غافلگیر شده‌است معلوم می‌گردد که خصم هوشیار و زرنگ است و می‌داند چگونه یک قشون را بدام بیندازد.

## مردم
اکثر مردم این ولایت به زبان فارسی دری تکلم میکنند. باشندگان این ولایت را تاجیک‌ها، هزاره‌ها، ایماق‌ها، اوزبیک‌ها، پشتون‌ها و... تشکیل میدهند.
به گزارش دانشکده نیروی دریایی آمریکا ۵٨ درصد ساکنان غور را تاجیک ها ٣٩درصد هزاره ٣ درصد پشتونها و کمتر از یک درصد ساکنان آن را ازبک ها تشکیل می‌دهند
| جمعیت مردم غور | جمعیت مردم غور | جمعیت مردم غور | جمعیت مردم غور | جمعیت مردم غور |
| -------------- | -------------- | -------------- | -------------- | -------------- |
|                |                |                |                |                |
| تاجیک ها       | تاجیک ها       |                | ۵۸٪            | ۵۸٪            |
| هزاره ها       | هزاره ها       |                | ۳۹٪            | ۳۹٪            |
| پشتون ها       | پشتون ها       |                | ۳٪             | ۳٪             |
| ازبک ها        | ازبک ها        |                | ۱٪             | ۱٪             |

### مناطق
| منطقه                | مرکز     | جمعیت   | مساحت               |
| -------------------- | -------- | ------- | ------------------- |
| فیروزکوه             | فیروزکوه | ۱۳۲٬۵۳۷ | ۱۱٬۷۶۴ کیلومتر مربع |
| شهرستان مرغاب        | مرغاب    | ۴۰٬۰۰۰  |                     |
| شهرستان چهارسده      | چهارسده  | ۳۰٬۹۵۶  | ۴٬۷۲۶ کیلومتر مربع  |
| شهرستان دولت‌یار      | دلک      | ۳۶٬۹۳۴  | ۱٬۸۴۴ کیلومتر مربع  |
| شهرستان دولینه       | دولینه   | ۴۰٬۷۸۸  | ۵٬۳۳۴ کیلومتر مربع  |
| شهرستان لعل و سرجنگل | لعل      | ۳۳۶٬۵۰۰ | ۳۷۹۳ کیلومتر مربع   |
| شهرستان پسابند       | سبزوار   | ۱۰۷٬۲۱۷ | ۴۷۱۰ کیلومتر مربع   |
| شهرستان ساغر         | ساغر     | ۳۹٬۱۹۳  | ۳٬۱۹۹ کیلومتر مربع  |
| شهرستان شهرک         | شهرک     | ۶۷٬۲۵۶  | ۴٬۰۷۶ کیلومتر مربع  |
| شهرستان تیوره        | تیوره    | ۱۰۳٬۳۶۴ | ۳٬۰۲۴ کیلومتر مربع  |
| شهرستان تولک         | تولک     | ۵۸٬۱۹۲  | ۲۷۴۴ کیلومتر مربع   |

## بهداشت
درصد خانوارهای دارای آب آشامیدنی پاک از ۱۴٪ در ۲۰۰۵ به ۹٪ در ۲۰۱۱ کاهش یافته‌است. درصد تولدی که مادر در آن حضور داشته‌است از ۹ درصد در سال ۲۰۰۵ به ۳ درصد در سال ۲۰۱۱ رسیده‌است.
در سال ۱۳۹۰ استان غور دارای چهار بیمارستان و ۱۵۰ بستر می‌باشد: بیمارستان استان غور با ۸۰ بستر در موقعیت مرکز شهر فیروزکوه؛ بیمارستان ۱۰ بستر تداوی معتادان در مرکز شهر فیروزکوه، بیمارستان ۳۰ بستر شهرستان لعل و سر جنگل، بیمارستان شهرستان تیوره با ۲۰ بستر که در مرکز آن شهرستان موقعیت دارد و درمانگاه جامع شهرستان شهرک با ۲۰ بستر که در آن امکانات و تسهیلات جراحی صغیره وجود دارد.

## جغرافیا

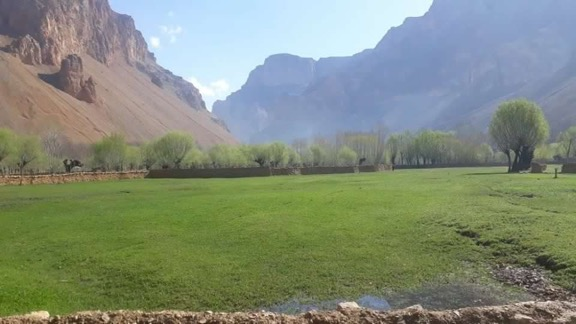
چمن سپرف مرغاب

بیشتر استان غور را کوه‌ها تشکیل می‌دهد و در بسیاری از مناطق آب و هوای سرد حاکم است به طوری که در بعضی از مناطق با شروع فصل خزان و زمستان و بارش سنگین برف راه‌های مواصلاتی برای چندین ماه بسته می‌باشد.
مناطقی با آب و هوای معتدل و گرم نیز در بعضی از نقاط این استان وجود دارد. وجود سه رودخانه هریرود، فراه رود و مرغاب در غور بر زیبایی این استان افزوده‌است.

## آموزش
میزان سواد کلی (۶+ سال) از ۱۹٪ در ۲۰۰۵ به ۲۵٪ در ۲۰۱۱ افزایش یافته‌است. نرخ کلی ثبت‌نام خالص (۶ تا ۱۳ سال) از ۲۸ درصد در سال ۲۰۰۵ به ۴۷ درصد در سال ۲۰۱۱ افزایش یافته‌است.
در سال ۱۳۵۷ تعداد مکاتب در این استان به ۱۴۱ باب می‌رسید که در شش باب آن دختران آموزش می‌دیدند. تعداد آموزگاران و کارمندان آموزش و پرورش در غور به ۶۸۹ نفر می‌رسید (شمار تمام آموزگاران و مأموران دولتی در غور از ۱٬۰۷۰ نفر در نمی‌گذشت) و مکاتب، حدود ۲۰۰ نفر آموزگار کمبود داشتند. شمار دانش آموزان  همهٔ مکاتب در غور به حدود ۱۶ هزار نفر می‌رسید و درصد باسوادان این منطقه به رقم پنج بالغ می‌گردید.
دانشگاه غور که ابتدا به عنوان مؤسسهٔ آموزش عالی غور تأسیس شده‌بود و سپس به دانشگاه غور ارتقا یافت، حدود ۵۰۰ دانشجو با تعداد قابل توجهی دانشجویان دختر دارد. همچنین تعدادی مؤسسه‌های تربیت معلم در شهرستان های، تیوره و لعل و سرجنگل وجود دارد. در ۱۰ سال گذشته تعداد مکتب‌ها افزایش یافته و حضور در امتحانات ورودی دانشگاه (کانکور) از صدها دانش‌آموز به هزاران دانش‌آموز افزایش یافته‌است. چندین مدرسهٔ کشاورزی و مکانیک نیز تأسیس شده‌است. فقط یک مدرسهٔ پرستاری وجود دارد که زنان جوان فارغ‌التحصیل مکتب را برای قابلگی و پرستاری آموزش می‌دهد که بخشی از وزارت صحت عامه است و توسط یک سازمان غیردولتی با همکاری بیمارستان فیروزکوه اداره می‌شود.

## فرهنگ
زبان مردم ولایت غور فارسی‌ با گویش محلی است. در زمینهٔ گویش فارسی‌ غور تاکنون هیچ پژوهشی انجام نشده‌است. می‌توان میان ویژگی‌های گفتاری تحصیل‌کردگان که زبان کتاب و مکتب در آن‌ها نفوذ نموده و مردم عادی و محروم از سواد، تا جایی فرق قائل شد، لیکن به‌طور کلی، لهجهٔ غور فرق‌های فاحشی با لهجه معیار کشور و گویش کابل دارد.

## آثار تاریخی
نخستین آثار تاریخی که بلافاصله بعد از شنیدن استان غور به ذهن هر شنونده‌ای خطور می‌کند، منارجام می‌باشد که بازتاب‌کنندهٔ تاریخی‌بودن این ولایت می‌باشد.
- منار جام

منار جام در ۶۰ کیلومتری شمال‌شرق شهرستان شهرک در روستای موسوم به جام موقعیت دارد. منار جام در زمان سلطنت غیاث‌الدین غوری در سال ۱۲۰۲ میلادی (دورهٔ غوریان) بنا یافته‌است که بعد از منار قطب دهلی (هندوستان)، دومین منار از لحاظ بزرگی و معماری قدیمی بوده و از جمله شاهکارهای نادر جهان محسوب می‌شود.
- خاجه‌جوش

حفره‌ای عمیق است که در شهرستان لعل و سرجنگل قرار دارد و سالانه تعداد زیادی بازدیدکننده دارد.
.
- منطقهٔ کشک کهنه

این منطقه باستانی در شهرستان دولت‌یار قرار دارد که بازتاب‌دهندهٔ دورهٔ بودایی‌ها می‌باشد.
قلعهٔ ضحاک
این دژ در حومهٔ شهر فیروزکوه موقعیت دارد که قدمت آن به هفت هزار سال قبل برمی‌گردد.

## تقسیمات اداری
استان غور دارای سیزده واحد اداری به نام‌های: فیروزکوه، لعل و سرجنگل، مرغاب، پسابند، تولک، تیوره، ساغر، دولت یار، چهارسده ،شهرک ،الله یار و الفاروق می‌باشد.
- لعل و سرجنگل
- پسابند
- تولک
- مرغاب
- تیوره
- دولت‌یار
- دولینه
- چارسده
- ولسوالی فیروزکوه
- ساغر
- شهرک
- الله یار
- الفاروق

## مطالعات بیشتر
- قصرهای در بین توسط روری استیوارد، ۲۰۰۵، انتشارات پیکادورشابک ‎۰۳۳۰۴۸۶۳۴۹
- هریرود دومین دریای طولانی افغانستان که از لعل و سرجنگل سرچشمه می‌گیرد.
- شهر تاریخی فیروزکوه